# Коређола (Комо)
Коређола је насеље у Италији у округу Комо, региону Ломбардија.
Према процени из 2011. у насељу је живело 24 становника. Насеље се налази на надморској висини од 308 м.